# Stadio Addis Abeba
Lo stadio Addis Abeba è uno stadio della città di Addis Abeba, capitale dell'Etiopia.
Usato principalmente per il calcio, ospita le partite interne della nazionale etiope e di tre squadre di club, Saint George SA, Ethiopian Coffee FC e Defence Force S.C..
Sorge nel centro della capitale etiope, è dotato di pista di atletica e ha una capienza di 35.000 posti.

## Storia
Edificato nel 1940, ha ospitato vari match della Coppa d'Africa negli anni '60 e '70, nelle edizioni del 1962 (con finale vinta dall'Etiopia), 1968 e 1976.
Nel 1999 lo stadio fu rinnovato in vista della Coppa delle Nazioni Africane Under-20 del 2001 che si tenne in Etiopia e in cui la nazionale di casa si piazzò quarta.
Nel 2008 fu sede dei campionati africani di atletica leggera.
Nello stadio hanno gareggiato celebri atleti quali Abebe Bikila e Haile Gebrselassie.
Nel 2019 era prevista la costruzione di un nuovo stadio da 60 000 posti, lo Stadio nazionale, ad opera della China State Construction Engineering.